# Иван Кутев
Иван Тодоров Кутев е български журналист и политик, местен деец на Българската работническа социалдемократическа партия, по-късно на Работническата партия.

## Биография
Роден е в 1863 година в Казанлък. Завършва педагогическото училище в родния си град. Превежда „Манифест на комунистическата партия“ на български език.
Кутев подкрепя активно инициативата за учредителна сбирка на социалдемократическото движение в България и взема дейно участие в Бузлуджанския конгрес на Българската социалдемократическа партия.
Занимава се активно с издателска и журналистическа дейност. Кутев е редактор на вестника „Временен лист“, предназначен за войната на старозагорските социалисти със Старозагорската митрополия и владиката Методий Кусев.